# 苏丹街火车站
苏丹街火车站是一座已拆除的火车站，位于马来西亚吉隆坡的苏丹街、半山芭路和敦陈祯禄路的交汇处。其原址位于今富都中环车站一带。

## 历史
苏丹街火车站于1892年启用，最初是从吉隆坡火车站到安邦的线路上的一个中途站，来自吉隆坡的铁路穿过火治街（现敦陈祯禄路）南下。1920年代时，经士布爹往南下的铁路开辟，穿过火治街的铁路被关闭并拆除。苏丹街站后来成为终点站，可从主线通过现在的沙叻秀站附近的分岔路前往。同时也在终点站设立一座新的车站大楼。
1962年的马来亚官方地形测量图上有标注该火车站。此外，该站也提供前往芙蓉火车站的柴油火车服务，该火车站曾在1962年12月受到铁路罢工的影响。1965年，前往安邦的火车服务仍有运作，后来又一次罢工使该服务中断。1967年6月6日，该站被作为抗议现场，抗议者后来被警察驱散。1969年，该站仍然开放，在那里仍可以购买火车票。
60年代起，由于当时火车票比巴士票来得贵，加上巴士服务时间更频密，火车的载客量逐渐被巴士取代。1972年，苏丹街火车站被关闭拆除，以让路予城市发展。城市发展机构随后也于同年10月1日设立了临时车站，但该车站随后也在吉隆坡-
至安邦火车服务终止时关闭。
通往沙叻秀和安邦的铁路支线在1990年代后期被重新用于安邦线和大城堡线的一部分。现今距离苏丹街站最近的车站是人民广场站。